# Poziewnik szorstki
Poziewnik szorstki (Galeopsis tetrahit L.) – gatunek rośliny  należący do rodziny jasnotowatych. Występuje w Europie i północnej części Azji. W Polsce jest bardzo pospolity na terenie całego kraju.

## Morfologia

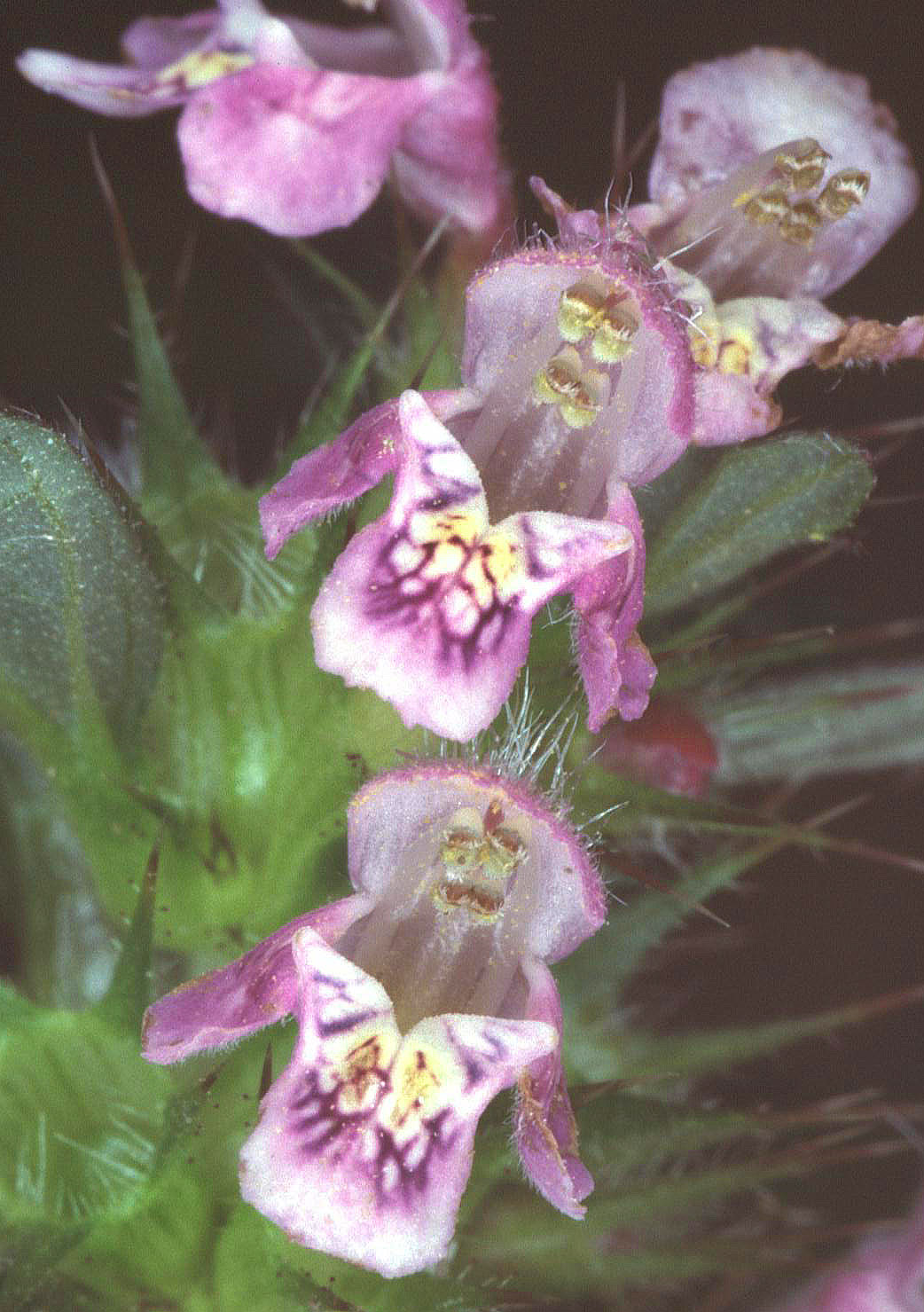
Kwiaty – charakterystyczna kwadratowa środkowa łatka dolnej wargi bez wycięcia

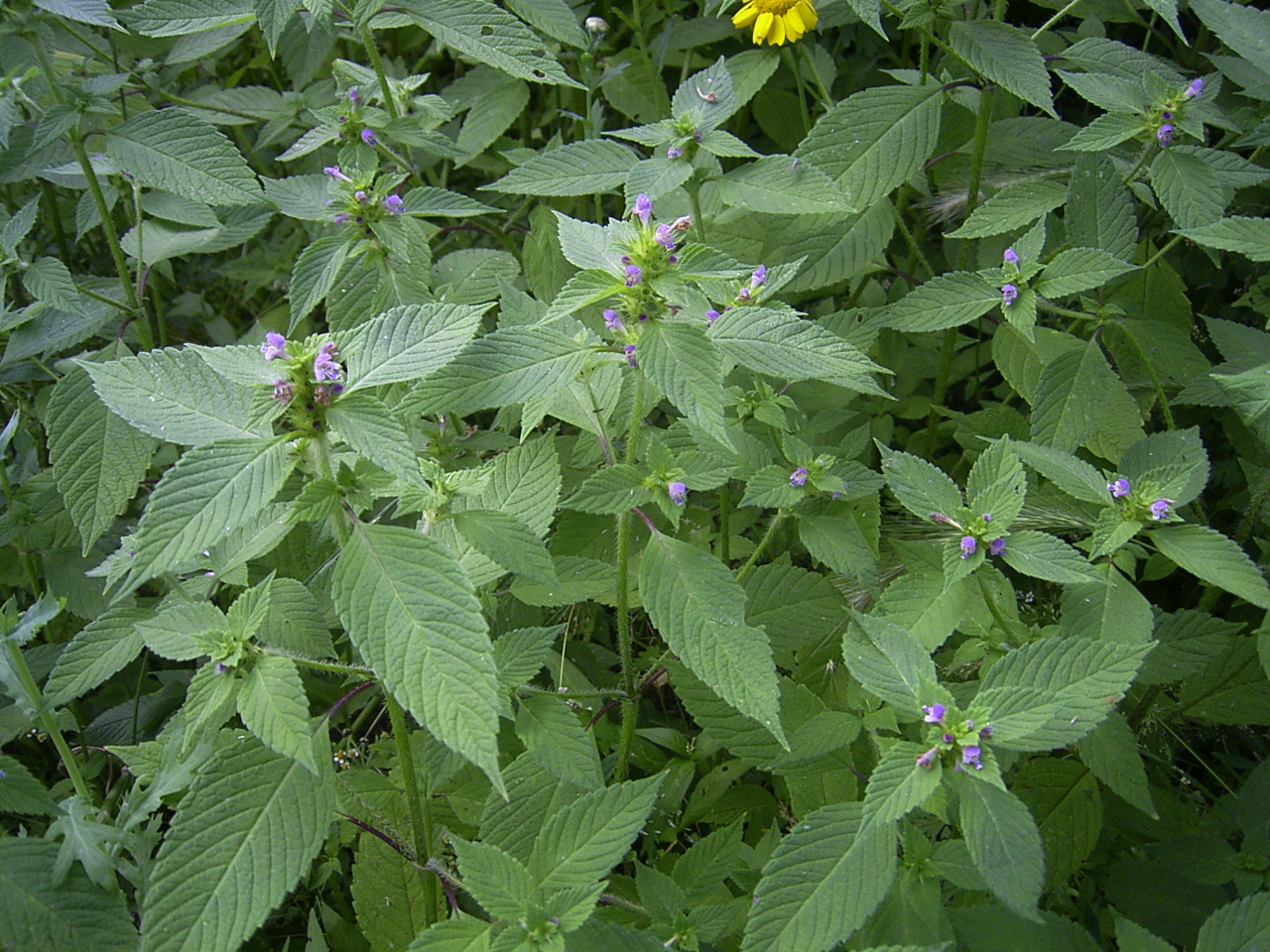
Pokrój

PokrójŁodyga do 1 m wysokości, gałęzista, w górze często ogruczolona, na przekroju czworokątna, pod węzłami zgrubiała. Cała okryta jest kłującymi szczecinkami.
LiścieJajowate lub podłużnie jajowate, zaostrzone, na brzegu karbowano-piłkowane, ogonkowe, ustawione naprzeciwlegle.
KwiatyZebrane po 7 w nibyokółkach. Cały kwiatostan jest przeważnie ciemno ogruczolony. Kielich ma na nerwach szczecinki, jego ząbki i przysadki są kłujące. Dwukrotnie dłuższa od kielicha korona jest grzbiecista, dwuwargowa, czerwona lub purpurowa, czasami biała (rzadko). Na dolnej wardze zwykle ciemny deseń zajmujący najwyżej 2/3 jej powierzchni. Środkowa klapa dolnej wargi ma w nasadzie dwa uwypuklenia, w gardzieli zaś żółtą plamę. Górna warga jest jajowata i hełmiasta.

## Biologia i ekologia
Roślina jednoroczna. W Polsce kwitnie od czerwca do października. 
Rośnie w widnych lasach, na polach, zrębach, przydrożach na niżu i w górach. Gatunek azotolubny. W uprawach rolnych jest chwastem. 
Jest gatunkiem charakterystycznym dla Cl. Stellarietea mediae

## Zmienność
Tworzy mieszańce z poziewnikiem dwudzielnym i p. miękkowłosym.
Wyróżniana jest odmiana G. tetrahit var. arvensis o liściach zaokrąglonych w nasadzie. 

## Zastosowanie
- Roślina lecznicza
  - Działanie: Rozpuszczalna krzemionka wchłania się w przewodzie pokarmowym i gromadzi w różnych tkankach, jak skóra, błony śluzowe, ściany naczyń krwionośnych, tkanka płucna, krwinki czerwone i trzustka, wywierając korzystne działanie na organizm. Słabe działanie moczopędne, nieznaczne własności wykrztuśne, niezbyt silne działanie ściągające i odkażające przewód pokarmowy.
  - Surowiec zielarski: Ziele (Herba Galeopsidis) zawiera do 6% garbników, flawonoidy (m.in. pochodne skutelareiny), irydoidy (m.in. galirydozyd), alkaloid stachydryna, saponiny, gorycze, kwasy organiczne jak salicylowy i kawowy, sole mineralne, zawierające ok. 0,25% krzemionki rozpuszczalnej w wodzie.
  - Zbiór i suszenie: Górne części pędów zbiera się w okresie zakwitania i suszy w suszarniach naturalnych w cieniu i przewiewie.